# Stadio del fondo Azzurri d'Italia
Lo stadio del fondo Azzurri d'Italia è un impianto sportivo situato in località Baita Noa di Isolaccia, nel comune di Valdidentro, nell'Alta Valtellina, nella provincia di Sondrio.
Costruito a partire dagli anni 1970, ha ospitato numerose gare internazionali di sci di fondo e biathlon.

## Storia
La Pista Viola è stata sede di varie importanti competizioni di sci di fondo e biathlon, tra le quali la coppa del mondo organizzata dalla Federazione Internazionale Sci, i campionati nazionali assoluti del 1978 e 1980 e le Universiadi invernali 1975.
Dal 12 al 16 febbraio 2003 sono stati ospitati i Campionati intercontinentali e OPA di sci di fondo Under 23.
Nella stagione invernale 2006-2007 è stato inaugurato Centro biathlon Valdidentro, unico impianto per la pratica di tale sport in Lombardia.
Valdidentro ha ospitato alcune gare della Coppa del Mondo di sci di fondo 2009.
Nel dossier di candidatura delle Olimpiadi e Paralimpiadi invernali del 2026 a Milano e Cortina d'Ampezzo, lo stadio del fondo di Valdidentro era stato indicato per ospitare le gare di fondo e biathlon dei XIV Giochi paralimpici invernali. Tuttavia, nell'ottobre 2021 il comitato organizzatore ha poi deciso di spostare l'organizzazione delle gare olimpiche allo stadio del fondo di Lago di Tesero.

## Piste
L'impianto, situato a 1314 m s.l.m. sulla riva destra del torrente Viola Bormina ed aperto nella stagione invernale, dispone di 25 km di piste (di cui una da 5 km e una da 2,5 km) con un dislivello massimo di 179 metri.
La pista "Le Motte" è un anello di 5 km in asfalto, utilizzato in estate per la pratica dello skiroll.
Sono altresì presenti due poligoni di tiro per il biathlon, fruibili sia in inverno sia in estate.